# Förening för förebyggande av djurplågeri
Förening för förebyggande av djurplågeri, eller Society for the Prevention of Cruelty to Animals (SPCA) grundades i England 1824 för att förhindra djurplågeri av transporthästar och har sedan dess vuxit till ett flertal länder såsom USA, Sydafrika m.fl.